# 黑坎彭峰
72°28′S 0°41′E / 72.467°S 0.683°E
黑坎彭峰是南極洲的山峰，位於東部南極洲的毛德皇后地，屬於斯維爾德魯普山脈的一部分，由德國探險隊發現，現時受南極條約體系管理。